# Mauricio López Torino
Mauricio López Torino (Lima, 12 de abril de 1991), es un futbolista peruano. Juega de defensa y actualmente juega en el AFE Cosmos International de la Copa Perú. Tiene 33 años.

## Biografía
Hizo sus estudios escolares en el Colegio María Reina de San Isidro, del cual egresó en el año 2008.

## Trayectoria
Formó parte del equipo de Universitario de Deportes sub-20 que conquistó la Copa Libertadores Sub-20 de 2011 realizada en el Perú. En la final, ante Boca Juniors de Argentina, fue quien marcó el cuarto y último gol, en la definición por penales que le dio el campeonato a su equipo. Luego fue transferido al club Juan Aurich donde fue campeón del Campeonato Descentralizado 2011. En el año 2012, regresó al club Universitario de Deportes. Donde sería campeón del Campeonato Descentralizado 2013. En 2014, fue cedido en préstamo al Deportivo Municipal para disputar el campeonato de la Segunda División Peruana y en enero de 2016 regresó a Universitario de Deportes donde no sería tomado en cuenta.
Luego se iría al  Sport Victoria.

## Clubes
| Club                      | País | Año         |
| ------------------------- | ---- | ----------- |
| Universitario de Deportes | Perú | 2011        |
| Juan Aurich               | Perú | 2011        |
| Universitario de Deportes | Perú | 2012 - 2013 |
| Deportivo Municipal       | Perú | 2014 - 2015 |
| Universitario de Deportes | Perú | 2016        |
| Sport Victoria            | Perú | 2017 - 2018 |
| AFE Cosmos International  | Perú | 2018        |

## Palmarés

### Campeonatos nacionales
| Título                    | Club                      | País | Año  |
| ------------------------- | ------------------------- | ---- | ---- |
| Primera División del Perú | Juan Aurich               | Perú | 2011 |
| Primera División del Perú | Universitario de Deportes | Perú | 2013 |
| Segunda División del Perú | Deportivo Municipal       | Perú | 2014 |

### Copas internacionales
| Título                   | Club                      | País | Año  |
| ------------------------ | ------------------------- | ---- | ---- |
| Copa Libertadores Sub-20 | Universitario de Deportes | Perú | 2011 |